# Hernán Galíndez
Hernán Ismael Galíndez (Rosario, 30 marzo 1987) è un calciatore argentino naturalizzato ecuadoriano, portiere dell'Huracán e della nazionale ecuadoriana.

## Biografia
Nel febbraio del 2019 Galíndez ha ricevuto la cittadinanza ecuadoriana per meriti sportivi.

## Statistiche

### Cronologia presenze e reti in nazionale
| Cronologia completa delle presenze e delle reti in nazionale ― Ecuador | Cronologia completa delle presenze e delle reti in nazionale ― Ecuador | Cronologia completa delle presenze e delle reti in nazionale ― Ecuador | Cronologia completa delle presenze e delle reti in nazionale ― Ecuador | Cronologia completa delle presenze e delle reti in nazionale ― Ecuador | Cronologia completa delle presenze e delle reti in nazionale ― Ecuador | Cronologia completa delle presenze e delle reti in nazionale ― Ecuador | Cronologia completa delle presenze e delle reti in nazionale ― Ecuador |
| Data                                                                   | Città                                                                  | In casa                                                                | Risultato                                                              | Ospiti                                                                 | Competizione                                                           | Reti                                                                   | Note                                                                   |
| ---------------------------------------------------------------------- | ---------------------------------------------------------------------- | ---------------------------------------------------------------------- | ---------------------------------------------------------------------- | ---------------------------------------------------------------------- | ---------------------------------------------------------------------- | ---------------------------------------------------------------------- | ---------------------------------------------------------------------- |
| 23-6-2021                                                              | Goiânia                                                                | Ecuador                                                                | 2 – 2                                                                  | Perù                                                                   | Coppa America 2021 - 1º turno                                          | -2                                                                     |                                                                        |
| 27-6-2021                                                              | Goiânia                                                                | Brasile                                                                | 1 – 1                                                                  | Ecuador                                                                | Coppa America 2021 - 1º turno                                          | -1                                                                     |                                                                        |
| 3-7-2021                                                               | Palermo                                                                | Argentina                                                              | 3 – 0                                                                  | Ecuador                                                                | Coppa America 2021 - Quarti di finale                                  | -3                                                                     |                                                                        |
| 2-9-2021                                                               | Quito                                                                  | Ecuador                                                                | 2 – 0                                                                  | Paraguay                                                               | Qual. Mondiali 2022                                                    | -                                                                      |                                                                        |
| 5-9-2021                                                               | Quito                                                                  | Ecuador                                                                | 0 – 0                                                                  | Cile                                                                   | Qual. Mondiali 2022                                                    | -                                                                      | 36’                                                                    |
| 27-10-2021                                                             | Charlotte                                                              | Messico                                                                | 2 – 3                                                                  | Ecuador                                                                | Amichevole                                                             | -2                                                                     |                                                                        |
| 5-12-2021                                                              | Houston                                                                | El Salvador                                                            | 1 – 1                                                                  | Ecuador                                                                | Amichevole                                                             | -1                                                                     | 69’                                                                    |
| 27-1-2022                                                              | Quito                                                                  | Ecuador                                                                | 1 – 1                                                                  | Brasile                                                                | Qual. Mondiali 2022                                                    | -                                                                      | 18’                                                                    |
| 1-2-2022                                                               | Lima                                                                   | Perù                                                                   | 1 – 1                                                                  | Ecuador                                                                | Qual. Mondiali 2022                                                    | -1                                                                     |                                                                        |
| 24-3-2022                                                              | Ciudad del Este                                                        | Paraguay                                                               | 3 – 1                                                                  | Ecuador                                                                | Qual. Mondiali 2022                                                    | -3                                                                     |                                                                        |
| 29-3-2022                                                              | Guayaquil                                                              | Ecuador                                                                | 1 – 1                                                                  | Argentina                                                              | Qual. Mondiali 2022                                                    | -1                                                                     |                                                                        |
| 27-9-2022                                                              | Düsseldorf                                                             | Giappone                                                               | 0 – 0                                                                  | Ecuador                                                                | Amichevole                                                             | -                                                                      |                                                                        |
| 20-11-2022                                                             | Al Khawr                                                               | Qatar                                                                  | 0 – 2                                                                  | Ecuador                                                                | Mondiali 2022 - 1º turno                                               | -                                                                      |                                                                        |
| 25-11-2022                                                             | Al Rayyan                                                              | Paesi Bassi                                                            | 1 – 1                                                                  | Ecuador                                                                | Mondiali 2022 - 1º turno                                               | -1                                                                     |                                                                        |
| 29-11-2022                                                             | Al Rayyan                                                              | Ecuador                                                                | 1 – 2                                                                  | Senegal                                                                | Mondiali 2022 - 1º turno                                               | -2                                                                     |                                                                        |
| 28-3-2023                                                              | Melbourne                                                              | Australia                                                              | 1 – 2                                                                  | Ecuador                                                                | Amichevole                                                             | -1                                                                     |                                                                        |
| 7-9-2023                                                               | Buenos Aires                                                           | Argentina                                                              | 1 – 0                                                                  | Ecuador                                                                | Qual. Mondiali 2026                                                    | -1                                                                     |                                                                        |
| 12-9-2023                                                              | Quito                                                                  | Ecuador                                                                | 2 – 1                                                                  | Uruguay                                                                | Qual. Mondiali 2026                                                    | -1                                                                     |                                                                        |
| 9-6-2024                                                               | Chicago                                                                | Argentina                                                              | 1 – 0                                                                  | Ecuador                                                                | Amichevole                                                             | -1                                                                     | Cap.                                                                   |
| 6-9-2024                                                               | Curitiba                                                               | Brasile                                                                | 1 – 0                                                                  | Ecuador                                                                | Qual. Mondiali 2026                                                    | -1                                                                     |                                                                        |
| 10-9-2024                                                              | Quito                                                                  | Ecuador                                                                | 1 – 0                                                                  | Perù                                                                   | Qual. Mondiali 2026                                                    | -                                                                      |                                                                        |
| 10-10-2024                                                             | Quito                                                                  | Ecuador                                                                | 0 – 0                                                                  | Paraguay                                                               | Qual. Mondiali 2026                                                    | -                                                                      |                                                                        |
| 15-10-2024                                                             | Montevideo                                                             | Uruguay                                                                | 0 – 0                                                                  | Ecuador                                                                | Qual. Mondiali 2026                                                    | -                                                                      |                                                                        |
| 14-11-2024                                                             | Guayaquil                                                              | Ecuador                                                                | 4 – 0                                                                  | Bolivia                                                                | Qual. Mondiali 2026                                                    | -                                                                      | cap.                                                                   |
| 19-11-2024                                                             | Barranquilla                                                           | Colombia                                                               | 0 – 1                                                                  | Ecuador                                                                | Qual. Mondiali 2026                                                    | -                                                                      |                                                                        |
| 21-3-2025                                                              | Quito                                                                  | Ecuador                                                                | 2 – 1                                                                  | Venezuela                                                              | Qual. Mondiali 2026                                                    | -1                                                                     |                                                                        |
| 25-3-2025                                                              | Santiago del Cile                                                      | Cile                                                                   | 0 – 0                                                                  | Ecuador                                                                | Qual. Mondiali 2026                                                    | -                                                                      |                                                                        |
| Totale                                                                 |                                                                        | Presenze                                                               | 27                                                                     |                                                                        | Reti                                                                   | -22                                                                    |                                                                        |